# B2 First
Il B2 First, chiamato fino al 2019 First Certificate in English, in sigla FCE (Primo Certificato in Inglese), è un certificato di conoscenza generale della lingua inglese rilasciato da Cambridge Assessment English a persone non madrelingua inglese nel caso di superamento dell'esame omonimo.
Per il Quadro Comune Europeo di Riferimento per la conoscenza delle Lingue (CEFR), il B2 First è al livello B2.
Il certificato Cambridge Assessment English corrispondente al livello successivo (C1) è il C1 Advanced, mentre quello corrispondente al livello precedente (B1) è il B1 Preliminary, in passato conosciuto come PET (Preliminary English Test).
L’esame è tarato sul livello B2 ma fornisce riferimenti anche per il raggiungimento di un livello più alto (C1) o più basso (B1); in entrambi i casi, il certificato riporta i rispettivi livelli di abilità conseguiti.
Il livello del candidato che ha conseguito il B2 First è upper-intermediate (intermedio superiore). Il B2 First è conseguito ogni anno da più di 2 milioni di persone in oltre 150 Paesi del mondo.
Come per tutti gli altri esami di Cambridge, la qualifica, una volta conseguita, non è mai revocata. Sulla base del fatto che la conoscenza di una lingua straniera permane nel tempo solo se si continua ad utilizzarla, i singoli istituti (ad esempio università, datori di lavoro, organizzazioni professionali ed enti governativi) possono comunque decidere di non accettare certificazioni più vecchie di un certo tempo, così come di accettare anche documenti comprovanti attività di pratica e miglioramento della lingua successive alla data dell'esame.

## Struttura
L'esame comprende 4 parti (papers):
- Prima parte (first paper): Reading e Use of English (1 ora e 15 minuti);
- Seconda parte (second paper): Writing (1 ora e 20 minuti);
- Terza parte (third paper): Listening (approssimativamente 40 minuti);
- Quarta parte (fourth paper): Speaking (14 minuti);

La prima sezione contribuisce per il 40% del punteggio totale mentre le altre tre contribuiscono ciascuna per il 20% al voto totale.

### Reading and Use of English
La prova di Reading and Use of English (in italiano: Lettura e uso dell'inglese) si divide in sette parti:
- Part 1 - Multiple-choice cloze (8 completamenti): il candidato deve completare un brano da cui sono state rimosse 8 parole. Per ogni spazio vuoto, il candidato deve scegliere la parola esatta fra 4 opzioni diverse che gli sono fornite. La prova verifica principalmente le competenze lessicali e la conoscenza dei vocaboli della lingua inglese.
- Part 2 - Open cloze (8 inserimenti): nel brano proposto mancano 8 parole che l'esaminando deve inserire (le parole non vengono fornite). La prova mira principalmente a verificare le competenze "grammaticali", in quanto le parole da inserire sono soprattutto congiunzioni, preposizioni, articoli e connettivi;
- Part 3 - Word formation (8 completamenti): consiste nell'inserimento di una parola mancante in ciascuna frase usando un derivato di un'altra determinata parola, posta accanto a ciascuna frase;
- Part 4 - Key word transformation (6 completamenti): il candidato deve riscrivere una determinata frase usando dalle 2 alle 5 parole inclusa una parola data da usare obbligatoriamente, in modo che la frase riformulata abbia lo stesso significato di quella originale.
- Part 5 - Multiple choice (6 completamenti): il candidato deve rispondere a domande di comprensione verbale a risposta chiusa (5 opzioni per ognuna) riguardanti un brano;
- Part 6 - Gapped text (6 completamenti): da un testo sono stati rimossi dei passi che il candidato deve reinserire scegliendoli adeguatamente da un elenco, che tuttavia contiene un passo in più rispetto a quelli da utilizzare;
- Part 7 - Multiple matching (10 completamenti): vengono presentati cinque brevi brani e dieci proposizioni, e il candidato deve indicare, a fianco delle dieci frasi, a quale dei brani ognuna di esse si riferisce.

### Writing
La prova di Writing (in italiano: Scrittura) si divide in due parti:
- Part 1 - Compulsory (lunghezza: 140-190 parole): il candidato deve scrivere un saggio (essay), la cui traccia è scelta da Cambridge Assessment per quella sessione d'esame. La traccia consiste nello sviluppare un determinato tema toccando obbligatoriamente tre sottoargomenti, l'ultimo dei quali è sempre your own idea, quindi al candidato viene richiesto di esprimere la propria opinione riguardo all'argomento;
- Part 2 - Compulsory (lunghezza: 140-190 parole): il candidato deve scrivere una composizione a scelta fra: un articolo giornalistico, una lettera informale o formale, una storia, una recensione oppure un secondo essay riguardante un'opera letteraria fissata, di cui è quindi consigliabile la lettura prima dell'esame (attualmente l'opera utilizzata è Grandi speranze di Charles Dickens[4]).

### Listening
La prova di Listening (in italiano: Ascolto) si divide in quattro parti:
- Part 1 - Multiple choice (8 completamenti): il candidato deve ascoltare 8 diverse conversazioni e rispondere a 8 domande a risposta chiusa;
- Part 2 - Sentence completion (10 completamenti): il candidato deve ascoltare un brano e inserire brevi appunti negli spazi vuoti di un testo che riassume il brano;
- Part 3 - Multiple matching (5 completamenti): il candidato deve ascoltare cinque brani e scegliere, da un elenco di 6 descrizioni (una in più, quindi, di quelle da utilizzare), qual è quella che meglio si adatta a ciascun brano ascoltato;
- Part 4 - Multiple choice (7 completamenti): il candidato deve ascoltare un brano e rispondere a 7 domande a risposta chiusa.

### Speaking
La prova di Speaking (in italiano: Parlato) è l'unica ad essere effettuata oralmente, si svolge in coppia (o anche in tre in caso di numero di candidati dispari) e si divide in quattro parti:
- Part 1: Interview (durata: 2-3 minuti circa): i candidati devono rispondere a domande personali poste dall'esaminatore, che in genere includono le richieste di presentarsi, di fare lo spelling in inglese del proprio nome e cognome e di parlare di alcuni elementi personali;
- Part 2: Long turn (durata: 4 minuti circa): a ciascuno dei due candidati che svolgono la prova insieme viene mostrata una coppia di immagini, e ognuno deve confrontare le immagini assegnategli, evidenziando analogie e differenze e rispondendo a una domanda-guida, riportata sopra le immagini. A ciascuno dei due candidati viene poi posta una domanda riguardante le immagini dell'altro candidato; tale seconda domanda richiede una risposta brevissima.
- Part 3: Collaborative task (durata: 3 minuti circa): i due esaminandi devono discutere in coppia su un argomento dato, includendo nella discussione vari elementi prestabiliti (riportati in un diagramma che viene mostrato ai due candidati), e devono scegliere una/due delle opzioni date, raggiungendo una decisione concordata assieme.
- Part 4: Discussion (durata: 4 minuti circa): la discussione precedente si continua anche con l'esaminatore, che pone domande personali relative al tema in questione.

Alcuni candidati con disabilità particolari possono richiedere di essere esonerati dallo speaking o di svolgerlo da soli. In questo caso la prova sarà un semplice colloquio tra esaminatore e candidato.

## Voti
Il voto è assegnato in base al punteggio ottenuto, secondo la seguente tabella. Le percentuali rappresentano il numero di candidati B2 First che hanno conseguito il risultato in Italia nel 2017.
| Voto | Punteggio    | Livello CEFR       | %     |
| ---- | ------------ | ------------------ | ----- |
| A    | da 180 a 190 | C1                 | 10,0% |
| B    | da 173 a 179 | B2                 | 20,0% |
| C    | da 160 a 172 | B2                 | 46,8% |
| B1   | da 140 a 159 | B1                 | 21,8% |
| <B1  | da 122 a 139 | Nessun certificato | 1,3%  |

Ci sono tre voti di promozione (A, B e C). Non è obbligatorio ottenere la sufficienza in tutte le quattro parti per ricevere un certificato di livello B2, è sufficiente ottenere un punteggio totale di almeno 160. Con un punteggio inferiore a 160 l'esame non è da ritenersi superato, tuttavia viene comunque rilasciata una certificazione di livello B1 se il punteggio è compreso tra 140 e 159. I candidati che ottengono da 122 a 139 punti non ricevono invece nessun risultato, livello CEFR o certificato. I punteggi inferiori a 122 non sono riportati per questo esame. Se invece si supera l'esame con un punteggio superiore o uguale a 180, verrà rilasciata una certificazione B2 First in cui si afferma che è stata dimostrata abilità tale da essere inquadrati nel livello successivo (C1).